# Vickers Wellesley
Віккерс Веллслі (англ. Vickers Wellesley) — британський одномоторний середній бомбардувальник, що перебував на озброєнні Королівських ПС Великої Британії та окремих країн союзників за часів Другої світової війни. Літак був розроблений компанією Vickers-Armstrongs у середині 1930-х років і мав значну відмінність від планерів літаків тих часів — характерною ознакою цього літака стала геодетична конструкція, яку часто називають «геодезичною». Всього було вироблено 177 літаків. На початок війни вони вже були застарілими та значно поступалися іншим бомбардувальникам у своєму класі, які билися на Європейському театрі війни. Тому, «Веллслі» застосовувалися за призначенням у Східній Африці та на Близькому Сході обмеженими партіями.

## Історія створення
Літак під серійним номером Type 246 створювався компанією Vickers-Armstrongs за власною ініціативою і на власні кошти. За задумом його конструктора Барнса Волліса він становив класичний одномоторний вільнонесучий моноплан з крилом великого подовження і основними стійками шасі, оснащеними механізмом прибирання з ручним приводом. Його відмінною рисою була геодетична конструкція крила і фюзеляжу — винахід, який Волліс використовував також у конструкції дирижабля R100. 
Така ж конструкція була вже апробована на Vickers Type 253, який замовлявся міністерством авіації Великої Британії по завданню G.4/31 і змагався з Fairey G.4/31, Westland PV.7, Handley Page H.P.47, Armstrong Whitworth A.W.19, Blackburn B-7, Hawker P.V.4 та Parnall G.4/31. «Type 253» був біпланом, і геодетичним в нього був тільки фюзеляж. Цей літак виграв свій конкурс, і було замовлено 96 серійних літаків, але за запитом самої фірми було розглянено використання моноплана Type 246. 
Прототип Type 246 вперше піднявся в повітря 19 червня 1935 року з двигуном Bristol Pegasus IIIM3, але пізніше було встановлено потужніший Bristol Pegasus X. Моноплан показав кращі характеристики ніж біплан, і його було вирішено прийняти на озброєння під військовим ім'ям Веллслі (англ. Wellesley). Оскільки початкова специфікація  G.4/31 вимагало багатоцільовий літак підтримки військ, а Веллслі був бомбардувальником, то для нього було написано нову специфікацію B.22/35. 
Оскільки в ті роки ще не було відомо, як на геодезичну структуру вплине внутрішній бомбовий відсік, то бомбове навантаження у «Веллслі» розміщувалося у двох обтічних контейнерах, які підвішувалися під крилом літака. Перша модифікація літака «Веллслі Mk.I» мала дві окремі кабіни для двох членів екіпажу, а в «Веллслі Mk.II» використовувалась одна довга кабіна.
Доопрацювання технології виготовлення геодетичних конструкцій в серійному масштабі зайняля деякий час і перший серійний літак було виготовлено тільки в січні 1937 року. До 1938 року на заводі в Бруклендсі було побудовано 176 серійних літаків.

## Тактико-технічні характеристики

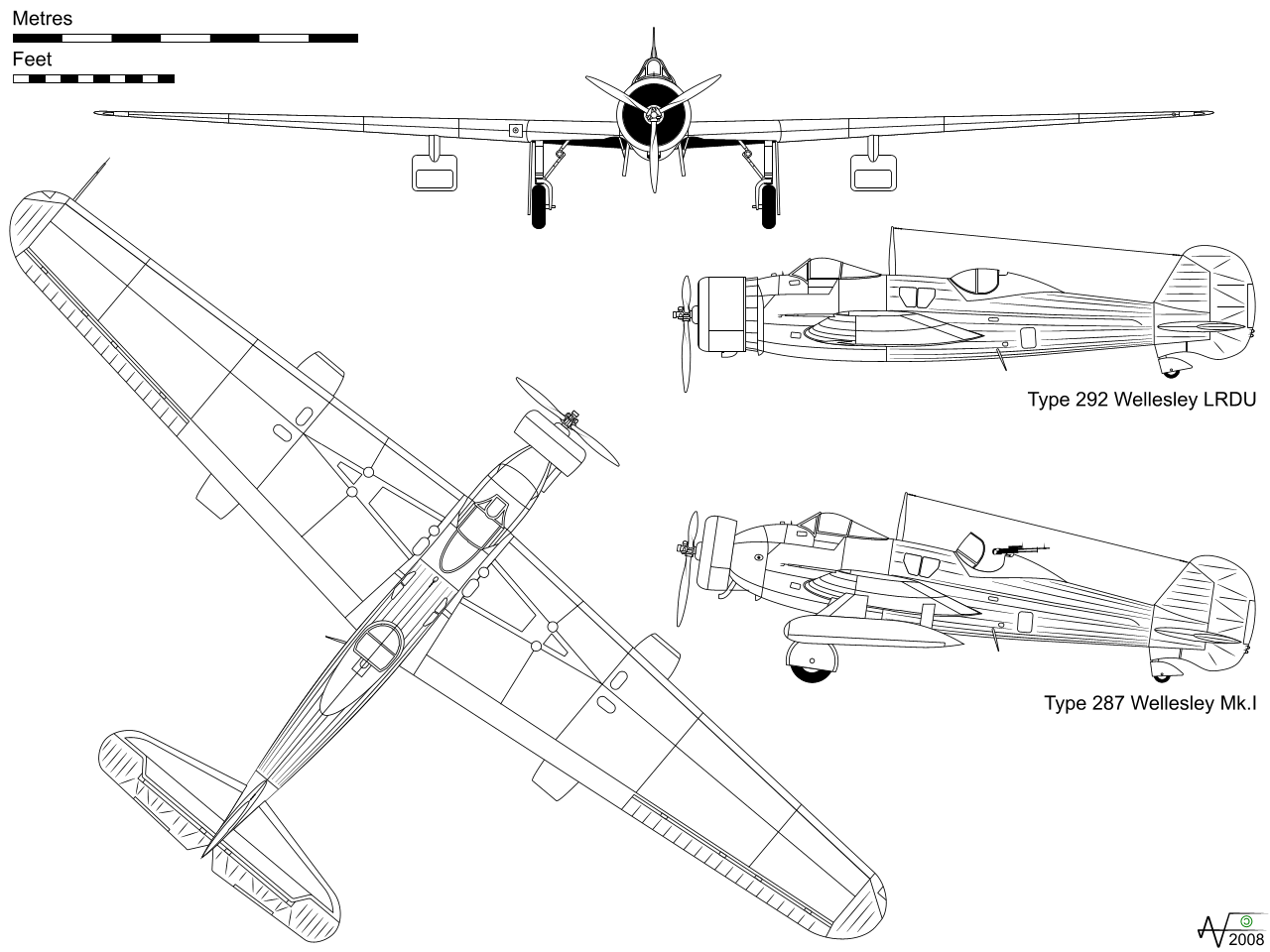
Схематичне зображення середнього бомбардувальника «Віккерс Веллслі»

### Технічні характеристики
- Екіпаж: 3 особи
- Довжина: 11,96 м
- Висота: 4,66 м
- Розмах крила: 22,66 м
- Площа крила: 59 м ²
- Маса порожнього: 3066 кг
- Маса спорядженого: 5011 кг
- Максимальна злітна маса: 5670 кг
- Двигун: Bristol Pegasus XX
- Потужність: 925 к. с.

### Льотні характеристики
- Максимальна швидкість: 367 км/год
- Крейсерська швидкість: 290 км/год
- Практична дальність: 1963 км
- Практична стеля: 7800 м
- Швидкість підйому: на 4600 м - 17,8 хв.

### Озброєння
- Кулеметне:
  - 7,7-мм курсовий кулемет Vickers K
  - 7,7-мм кулемет Vickers K кабіні стрільця
- Бомбове навантаження:
  - 910 кг бомб

## Історія використання

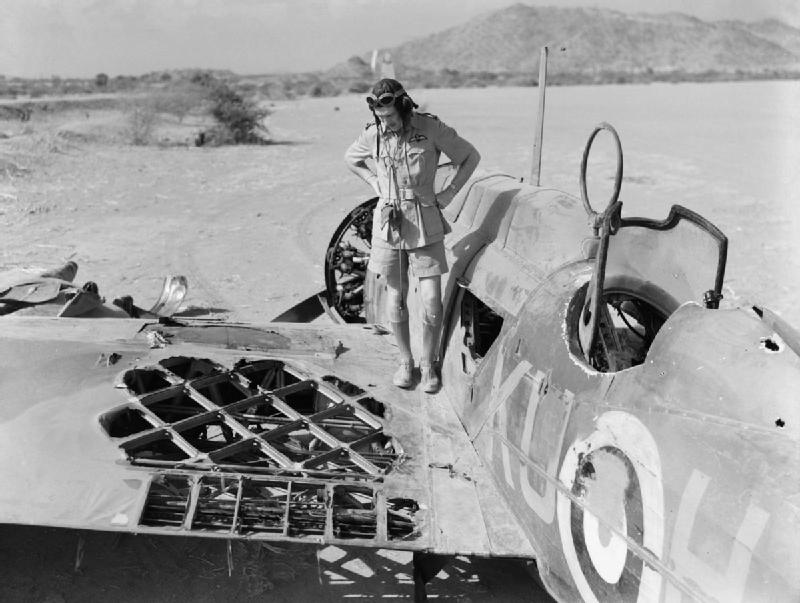
Пілот 47-ї ескадрильї оглядає пошкодження свого «Веллслі». Агордат, березень 1941 року. Помітно геодетичну структуру крила.

У квітні 1937 року Королівські Повітряні сили отримали свої перші «Веллслі», які надійшли на озброєння 76-ї ескадрильї у Фіннінглі, і, урешті-решт, цими літаками озброїли шість бомбардувальних ескадрилей Великої Британії.
5 листопада 1938 року три «Веллслі» під командуванням сквадрон-лідера Річарда Келлетта здійснили безпосадковий дводенний переліт з Ісмаїлії, Єгипет, у Дарвін, Австралія, завдовжки 11 526 км, встановивши світовий рекорд на дальність польоту. Усі три літаки побили рекорд, але літак № 2 приземлився у Західному Тиморі, за 800 км від цілі. Рекордне досягнення «Веллслі» залишався неподоланим до листопада 1945 року. Цей політ як і раніше є найдовшим перельотом літака з одним поршневим двигуном.
На початок Другої світової війни у вересні 1939 року «Веллслі» перебували на службі тільки в трьох ескадрильях — все на Близькому Сході — 14-ій в Ісмаїлії (Єгипет), 47-ій і 223-ій в Хартумі і Самміті відповідно (Судан). Першу можливість взяти активну участь в бойових діях ці підрозділи отримали у червні 1940 року, після того як Беніто Муссоліні ввечері 10 червня від імені Італії оголосив війну франко-британським союзникам. Все ескадрильї «Веллслі» разом утворили Передові ударні сили 203-ї групи комодора Л.Слеттера.
Бомбардувальники 203-ї групи вели війну в основному в Еритреї, зокрема, на узбережжі Червоного моря в основних баз в районі Массауа, і в Північній Ефіопії. В цьому їм допомагали «Бленхейми», що базувалися в Адені.
11 червня 1940 року «Веллслі», що базувалися в Судані, провели свою першу бомбардувальну місію проти італійських військ в Асмері в Еритреї. Через три дні вони взяли участь у своєму першому повітряному бою, коли капітан Маріо Візінтіні, майбутній ас Другої світової війни, перехопив пару англійських бомбардувальників 14-ї ескадрильї на їхньому шляху до бомбардування Массауа. Вісінтіні, який керував Fiat CR.42, збив літак K7743, свій перший з 16 повітряних перемог у Східній Африці.
Подальші бойові вильоти довели, що «Веллслі» вразливі для італійських винищувачів, але попри цьому вони продовжували вирушати на бомбардування. Бої проти італійців над Східною Африкою тривали до листопада 1941 р., доки Ґондер, останнє місто, утримуване Італією, не було визволене союзниками. З листопада 1941 року «Веллслі», що лишилися, перевели до 47-ї ескадрильї, яку перетворили на розвідувальну, і перевели в Массауа, де вона проводила протичовнове патрулювання та супроводження конвоїв у Червоному морі.

## Відео
- Vickers Wellesley [Архівовано 24 травня 2020 у Wayback Machine.]